# The Defenders (serie televisiva 2010)
The Defenders è una serie televisiva statunitense trasmessa dal 2010 al 2011 su CBS.
La serie, commedia drammatica di genere legale ambientata a Las Vegas, segue le vicende di una coppia di avvocati della difesa che fanno di tutto per aiutare i loro clienti, cercando allo stesso tempo di mantenere stabili le proprie vite private.
È stata cancellata dopo la trasmissione della prima stagione di 18 episodi.
In Italia i primi due episodi vennero trasmessi su Rai 3 in prima serata nel 2011, ma la trasmissione venne subito interrotta per i bassi ascolti riscontrati; nel 2013 la stessa rete ha riproposto la serie dal primo episodio nell'orario preserale dei fine settimana interrompendola però dopo la trasmissione del tredicesimo episodio. Infine la serie venne finalmente trasmessa in maniera integrale tra i mesi di novembre e dicembre 2013 nell'orario preserale feriale sul canale Rai Movie.
Ad eccezione dei primi due episodi, la serie venne interamente trasmessa in prima visione prima della sua trasmissione in chiaro, tra i mesi di gennaio e maggio 2013 sulla rete satellitare AXN in prima serata.

## Produzione
La serie è stata ideata da Kevin Kennedy e Niels Mueller. L'idea per The Defenders nasce come documentario su due reali avvocati, Michael Cristalli e Marc Saggese, assieme ai quali Harry e Joe Gantz, produttori esecutivi della serie, hanno trascorso qualche mese, a Las Vegas. Successivamente l'emittente statunitense CBS ha convertito il documentario in una vera e propria serie televisiva, i cui protagonisti sono ispirati ai due avvocati. Joe Gantz ha affermato che la serie «ha molto dello spirito del documentario», e che «i personaggi che hanno creato sono incredibili».

## Episodi
La prima stagione è stata trasmessa negli Stati Uniti dal 22 settembre 2010 all'11 marzo 2011 su CBS.
| Stagione       | Episodi | Prima TV USA | Prima TV Italia |
| -------------- | ------- | ------------ | --------------- |
| Prima stagione | 18      | 2010-2011    | 2011-2013       |